# Kommando Aufklärung und Wirkung
Das Kommando Aufklärung und Wirkung (KdoAufkl/Wirk) ist eine am 1. April 2023 aufgestellte militärische Dienststelle der Bundeswehr mit 540 Beschäftigten im Organisationsbereich Cyber- und Informationsraum mit Standort in Daun in der Heinrich-Hertz-Kaserne. Derzeitiger Kommandeur ist Brigadegeneral Peter Richert. Mit dem unterstellten Bereich umfasst das Kommando etwa 3700 Soldaten und zivile Angehörige der Bundeswehr.

## Auftrag
Auftrag des Kommandos ist es, mit seinen unterstellten Dienststellen Kräfte und Fähigkeiten der Elektronischen Kampfführung und Cyberoperationen sowie Fähigkeiten der Abbildenden Aufklärung und der offenen Informationsgewinnung bereitzustellen.

## Geschichte
Das Kommando wurde im Zuge der Reform des Organisationsbereichs Cyber- und Informationsraum CIR 2.0 aufgestellt. Der Aufstellungsappell erfolgte am 29. März 2023 zum Aufstellungsdatum am 1. April 2023, erster Kommandeur des Kommandos wurde mit Aufstellung Brigadegeneral Dag Baehr. Dem Kommando sind mehrere Dienststellen unterstellt, die bislang vom aufgelösten Kommando Strategische Aufklärung geführt wurden. Zusätzlich unterstellt sind die neu aufgestellten Fernmeldeaufklärungszentralen Nord und Süd.
Am 30. Juni 2023 hat Malu Dreyer dem Kommando das Fahnenband der Ministerpräsidentin des Landes Rheinland-Pfalz im Rahmen eines Appells auf dem Marktplatz von Daun verliehen.

## Nachgeordnete Bereiche und Verbände
- Bataillon Elektronische Kampfführung 911 (EloKaBtl 911) in Stadum (Südtondern-Kaserne)
- Bataillon Elektronische Kampfführung 912 (EloKaBtl 912) in Nienburg/Weser (Clausewitz-Kaserne)
- Bataillon Elektronische Kampfführung 931 (EloKaBtl 931) in Daun (Heinrich-Hertz-Kaserne)
- Bataillon Elektronische Kampfführung 932 (EloKaBtl 932) in Frankenberg/Eder (Burgwald-Kaserne)
- Zentrale Abbildende Aufklärung (ZAbbAufkl) in Grafschaft-Gelsdorf (Philipp-Freiherr-von-Boeselager-Kaserne; betreibt u. a. das SAR-Lupe-Bodensegment)
- Zentrale Untersuchungsstelle der Bundeswehr für Technische Aufklärung (ZU-StelleBwTAufkl) in Hof (Oberfranken-Kaserne)
- Zentrum Cyber-Operationen[5][6] (ZCO) in Rheinbach (Tomburg-Kaserne)
- Fernmeldeaufklärungszentrale Nord (FmAufklZentr NORD) in Stadum (Südtondern-Kaserne)
- Fernmeldeaufklärungszentrale Süd  (FmAufklZentr SÜD) in Daun (Heinrich-Hertz-Kaserne)

## Kommandeure
| Nr. | Name                         | Beginn der Berufung | Ende der Berufung |
| --- | ---------------------------- | ------------------- | ----------------- |
| 1   | Brigadegeneral Dag Baehr     | 1. Apr. 2023        | 1. Sep. 2023      |
| 2   | Brigadegeneral Peter Richert | 1. Sep. 2023        | –                 |

## Wappen
Das Wappen des Kommandos ist schräg geteilt durch einen goldenen Fernmeldeblitz. Auf der rechten Seite (heraldisch links) ist das Stadtwappen von Daun, dem Stationierungsort, zu sehen. Auf der linken Seite auf rotem Grund eine schwarze Eule, die Weisheit symbolisiert und ein Zeichen des Militärischen Nachrichtenwesens ist sowie ein Element aus dem Wappen des Kommando Cyber- und Informationsraum, dem Führungskommando des Organisationsbereiches.